# العلاقات الدنماركية المالديفية
العلاقات الدنماركية المالديفية هي العلاقات الثنائية التي تجمع بين الدنمارك والمالديف.

## مقارنة بين البلدين
هذه مقارنة عامة ومرجعية للدولتين:
| وجه المقارنة                                              | الدنمارك                                                     | المالديف       |
| --------------------------------------------------------- | ------------------------------------------------------------ | -------------- |
| المساحة (كم2)                                             | 42.92 ألف                                                    | 298            |
| عدد السكان (نسمة)                                         | 5.79 مليون                                                   | 436.33 ألف     |
| الكثافة السكانية (ن./كم²)                                 | 134.9                                                        | 146.42 ألف     |
| العاصمة                                                   | كوبنهاغن                                                     | ماليه          |
| اللغة الرسمية                                             | اللغة الدنماركية                                             | اللغة الديفهي  |
| العملة                                                    | كرونة دنماركية                                               | روفيه مالديفية |
| الناتج المحلي الإجمالي (بليون دولار)                      | 324.87 مليار                                                 | 4.60 مليار     |
| الناتج المحلي الإجمالي (تعادل القوة الشرائية) بليون دولار | 278.61 مليار                                                 | 5.23 مليار     |
| الناتج المحلي الإجمالي الاسمي للفرد دولار أمريكي          | 51.99 ألف                                                    | 8.39 ألف       |
| الناتج المحلي الإجمالي للفرد دولار أمريكي                 | 45.54 ألف                                                    | 12.53 ألف      |
| مؤشر التنمية البشرية                                      | 0.900                                                        | 0.706          |
| رمز المكالمات الدولي                                      | +45                                                          | +960           |
| رمز الإنترنت                                              | .dk                                                          | .mv            |
| المنطقة الزمنية                                           | توقيت وسط أوروبا، ت ع م+02:00، ت ع م+01:00، أوروبا/كوبنهاجن ‏ | ت ع م+05:00    |

## منظمات دولية مشتركة
يشترك البلدان في عضوية مجموعة من المنظمات الدولية، منها:
| علم المنظمة | اسم المنظمة                        | تاريخ انضمام الدنمارك | تاريخ انضمام المالديف |
| ----------- | ---------------------------------- | --------------------- | --------------------- |
|             | وكالة ضمان الاستثمار متعدد الأطراف | 12 أبريل 1988         | 19 مايو 2005          |
|             | منظمة الشرطة الجنائية الدولية      | ?                     | ?                     |
|             | منظمة حظر الأسلحة الكيميائية       | ?                     | ?                     |
|             | منظمة التجارة العالمية             | 1995                  | ?                     |
|             | الأمم المتحدة                      | 24 أكتوبر 1945        | 21 سبتمبر 1965        |
|             | مؤسسة التمويل الدولية              | 20 يوليو 1956         | 2 فبراير 1983         |
|             | يونسكو                             | 4 نوفمبر 1946         | 18 يوليو 1980         |
|             | مؤسسة التنمية الدولية              | 30 نوفمبر 1960        | 13 يناير 1978         |
|             | بنك التنمية الآسيوي                | 1966                  | 1978                  |
|             | البنك الدولي للإنشاء والتعمير      | 30 نوفمبر 1960        | 13 يناير 1978         |
|             | الاتحاد البريدي العالمي            | ?                     | ?                     |
|             | الاتحاد الدولي للاتصالات           | 1866                  | 28 فبراير 1967        |

## وصلات خارجية
- موقع وزارة الخارجية الدنماركية
- موقع وزارة الخارجية المالديفية